# Епархия Витторио-Венето
Епархия Витторио-Венето (лат. Dioecesis Victoriensis Venetorum, итал. Diocesi di Vittorio Veneto) епархия Римско-католической церкви в составе архиепархии — митрополии Венеции, входящей в церковную область Тревенето в Италии. В настоящее время епархией управляет епископ Риккардо Баттоккьо. Епископ-эмерит — Коррадо Пицциоло.
Клир епархии включает 267 священников (211 епархиальных и 56 монашествующих священников), 22 диакона, 65 монахов, 563 монахини.
Адрес епархии: Via Lorenzo Da Ponte 116, 31029 Vittorio Veneto, Treviso, Italia.
Патроном епархии Витторио-Венето является святой Тициан, память которому отмечается 16 января.

## Территория
В юрисдикцию епархии входит 162 прихода в коммунах в провинциях Тревизо, Порденоне и Венеция.
Все приходы объединены в 12 деканатов: Конельяно, Марено ди Пьяве, Чизон ди Вальмарино, Мотта ди Ливенца, Одерцо, Кординьяно, Годега ди Сант Урбано, Пьеве ди Солиго, Сачиле, Торре ди Мосто, Витторио Венето и Мель.
Кафедра епископа находится в городе Витторио-Венето в церкви Санта Мария Ассунта.

## История
Епархия располагается на древней территории Опитергиума, ныне Одерцо. Важный древнеримский муниципий с распространением христианства стал епископством. Из пяти известных по имени епископов Одерцо, трое почитаются святыми: святой Тициана, святой Магн и святой Флориан.
В V—VII веках, во время нашествия германских племен, Одерцо неоднократно подвергался разграблению и разрушению. Кафедра была перенесена в Эраклиану, важный центр в районе Венецианской лагуны, находившийся под влиянием византийского искусства. Но внутренние районы, попавшие под власть лангобардов, вошли в состав новой епархии Ченеды, основанной в Княжестве лангобардов.
Во второй половине X века, император Оттон I даровал епископу Зикхарду титул графа. К этому времени, епископы получили светскую власть над территорией епархии. В XIV веке их влияние распространилось и на графство Тарцо. Такое положение оставалось и после завоевания Венецией территории епархии, вплоть до 1768 года, когда светская власть в епархии Ченеды перешла к подесте.
В средние века, несколько влиятельных местных семей пытались, но безуспешно, перенести кафедру епископа в Конельяно.
1 мая 1818 года буллой De salute dominici gregis Папы Пия VII границы епархии Ченеды претерпели изменения.
В конце XIX века, по историческим и культурным причинам, была отвергнута идея соединения епархии с епархией Тревизо.
Последнее серьезное изменение границ епархии произошло 16 апреля 1926 года, когда указом Папы Пия XI несколько приходов отошли к архиепархии Удине.
13 мая 1939 года, когда после слияния Серравалле и Ченеда появился новый город Витторио-Венето, епархия получила своё нынешнее название.
С 1958 по 1969 год кафедру Витторио-Венето занимал епископ Альбино Лучиани, позднее избранный Папой под именем Иоанна Павла I.

## Ординарии епархии
| - Марчано (549—593); - Святой Флориано (620); - Святой Тициан (645); - Святой Маньо (632); - Бененато; - Валентиниано (713—740); - Массимо (743); - Дольчиссимо (793); - Эммо (827); - Рипальдо (908); - Сигихардо (962—997); - Граузо (998—1002); - Бруно (1013); - Хельминджер (Эльменджеро) † (1021—1031); - Альмангвино (1053); - Джованни (1074); - Роперто (1124); - Сигизмондо (1130); - Аццоне дельи Аццони (1140—1152); - Аймоне (1152); - Сигизфредо да Конельяно (1170—1184); - Маттео да Сиена (1187—1217); - Герардо I да Камино (1217); - Альберто да Камино (1220—1242); - Варнерио да Польчениго (03.03.1242 — 12.06.1251) — назначен епископом Конкордии; - Руджерино ди Аквилея (1251—1257); - Бьякуино (Бьянкино) да Камино (1257); - Альберто да Колло (1257—1261); - Одорико (1261 — 16.07.1261); - Проэзавио Новелло (1262—1279) — назначен епископом Тревизо; - Марцио да Фьябьяни (1279—1285); - Пьетро Кальца (1286—1300); - Франческо Арпо (1300—1310); - Манфредо ди Коллальто (1310—1320); - Франческо Рампони (1320—1348); - Гасберто де Оргольо (1349—1374); - Оливьеро (29.04.1374 — 1377); - Андреа Кальдерини (1378—1381); - Джорджо Торти (1382 — 01.12.1386) — назначен епископом Кремоны; - Марко Порри (01.12.1386 — 26.01.1394) — назначен епископом Нуско; - Мартино да Кремона (24.01.1394 — 1399); - Пьетро Марчелло (24.04.1399 — 16.11.1409) — назначен епископом Падуи; - Антонио Коррер (15.07.1409 — 1445); | - Пьетро Леон (04.06.1445 — 1474); - Николо Тревизан (1474—1498); - Франческо Бревио (1498 — 07.08.1508); - Марино Гримани (16.08.1508 — 19.01.1517) — назначен патриархом Аквилеи; - Доменико Гримани (1517 — 28.03.1520); - Джованни Гримани (28.03.1520 — 18.12.1531); - Марино Гримани (18.12.1531 — 20.02.1540) — апостольский администратор; - Джованни Гримани (20.02.1540 — 23.01.1545) — вторично, назначен патриархом Аквилеи; - Марино Гримани (23.01.1545 — 28.09.1546) — апостольский администратор; - Микеле делла Торре † (07.02.1547 — 21.02.1586); - Маркантонио Мочениго (05.03.1586 — 1598); - Леонардо Мочениго (1599 — 20.05.1623); - Пьетро Вальер (02.10.1623 — 18.08.1625) — назначен архиепископом Падуи (титул персональный); - Марко Джустиниани (1625 — 07.04.1631) — назначен епископом Вероны; - Маркантонио Брагадин (12.01.1633 — 03.10.1639) — назначен епископом Виченцы; - Себастьяно Пизани (19.12.1639 — 06.10.1653) — назначен епископом Вероны; - Альбертино Баризони (23.11.1653 — 15.08.1667); - Пьетро Леони (14.11.1667 — 26.11.1691) — назначен епископом Вероны; - Маркантонио Агацци (09.06.1692 — 28.03.1710); - Франческо Тревизан (21.07.1710 — 23.07.1725) — назначен епископом Вероны; - Бенедетто Де Лука (19.12.1725 — 22.06.1739) — назначен епископом Тревизо; - Лоренцо да Понте (14.12.1739 — 1768); - Джаннагостино Градениго (19.09.1768 — 16.03.1774) — бенедиктинец; - Джованни Долфин (27.06.1774 — 28.07.1777) — назначен епископом Бергамо; - Марко Цагури (15.12.1777 — 26.09.1785) — назначен епископом Виченцы; - Пьетро Антонио Дзордзи (3 апреля 1786 — 24 сентября 1792) — сомаскинец, назначен архиепископом Удине; - Джамбенедетто Фальер (24.09.1792 — 22.10.1821) — камальдул; - Джакомо Монико (16.05.1823 — 09.04.1827) — назначен патриархом Венеции; - Антонио Бернардо Скварчина (15.12.1828 — 27.01.1842) — доминиканец, назначен епископом Адрии; - Манфредо Джованни Баттиста Беллати (30.01.1843 — 28.09.1869); - Коррадино Мария Кавриани (28.10.1871 — 27.03.1885); - Сигизмондо Брандолини Рота (27.03.1885 — 08.01.1908); - Андреа Карон (08.01.1908 — 29.04.1912) — назначен архиепископом Генуи; - Родольфо Кароли (18.06.1913 — 29.04.1917) — назначен апостольским нунцием в Боливию; - Эудженио Беччегато (29.08.1917 — 17.11.1943); - Джузеппе Цаффонато (27.09.1945 — 31.01.1956) — назначен архиепископом Удине; - Джузеппе Карраро (09.04.1956 — 15.12.1958) — назначен епископом Вероны; - Альбино Лучани † (15.12.1958 — 15.12.1969) — назначен патриархом Венеции, позднее избран Папой под именем Иоанна Павла I; - Антонио Куниаль (09.03.1970 — 10.08.1982); - Эудженио Равиньяни (07.03.1983 — 09.01.1997) — назначен епископом Триеста; - Альфредо Магаротто (31.05.1997 — 03.12.2003); - Джузеппе Центи (03.12.2003 — 08.05.2007) — назначен епископом Вероны; - Коррадо Пиццьоло (19.11.2007 — 30.12.2024, в отставке); - Риккардо Баттоккьо (с 30 декабря 2024 года — по настоящее время). |  |

### Коррадо Пицциоло
Коррадо Пицциоло, бывший клирик епархии Тревизо, был назначен епископом Витторио-Венето и взошел на кафедру 26 января 2008 года. Ущел в отставку 30 декабря 2024 года.

## Статистика
На конец 2010 года из 364 870 человек, проживающих на территории епархии, католиками являлись 335 500 человек, что соответствует 92,0 % от общего числа населения епархии.
| год  | население | население | население | священники | священники        | священники         | священники                           | постоянные диаконы | монахи  | монахи  | приходы |
| год  | католики  | всего     | %         | всего      | белое духовенство | черное духовенство | число католиков на одного священника | постоянные диаконы | мужчины | женщины | приходы |
| ---- | --------- | --------- | --------- | ---------- | ----------------- | ------------------ | ------------------------------------ | ------------------ | ------- | ------- | ------- |
| 1950 | 286.440   | 286.480   | 100,0     | 454        | 352               | 102                | 630                                  |                    | 198     | 870     | 163     |
| 1970 | 277.896   | 278.144   | 99,9      | 428        | 346               | 82                 | 649                                  |                    | 119     | 974     | 175     |
| 1980 | 297.787   | 300.387   | 99,1      | 431        | 332               | 99                 | 690                                  |                    | 129     | 972     | 180     |
| 1990 | 300.000   | 304.000   | 98,7      | 398        | 300               | 98                 | 753                                  | 6                  | 122     | 842     | 162     |
| 1999 | 298.000   | 301.000   | 99,0      | 363        | 283               | 80                 | 820                                  | 11                 | 98      | 763     | 162     |
| 2000 | 306.000   | 314.000   | 97,5      | 354        | 264               | 90                 | 864                                  | 9                  | 105     | 655     | 162     |
| 2001 | 304.400   | 314.000   | 96,9      | 354        | 264               | 90                 | 859                                  | 10                 | 107     | 589     | 162     |
| 2002 | 319.400   | 327.000   | 97,7      | 341        | 263               | 78                 | 936                                  | 11                 | 86      | 582     | 162     |
| 2003 | 319.400   | 327.600   | 97,5      | 334        | 256               | 78                 | 956                                  | 11                 | 87      | 700     | 162     |
| 2004 | 313.200   | 327.800   | 95,5      | 318        | 245               | 73                 | 984                                  | 11                 | 80      | 711     | 162     |
| 2010 | 335.500   | 364.870   | 92,0      | 267        | 211               | 56                 | 1.256                                | 22                 | 65      | 563     | 162     |